# Jetour X70 Plus

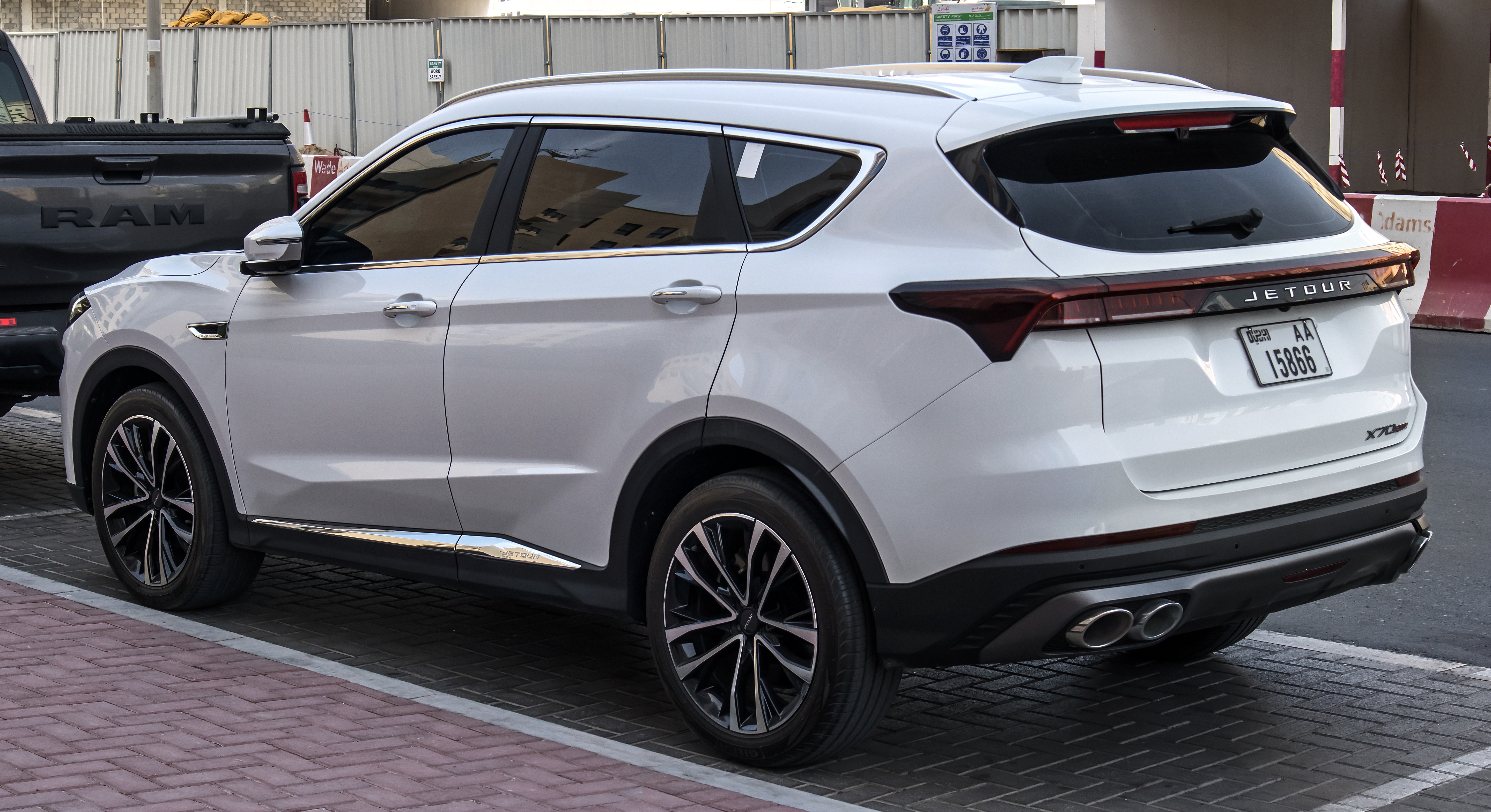
Heckansicht

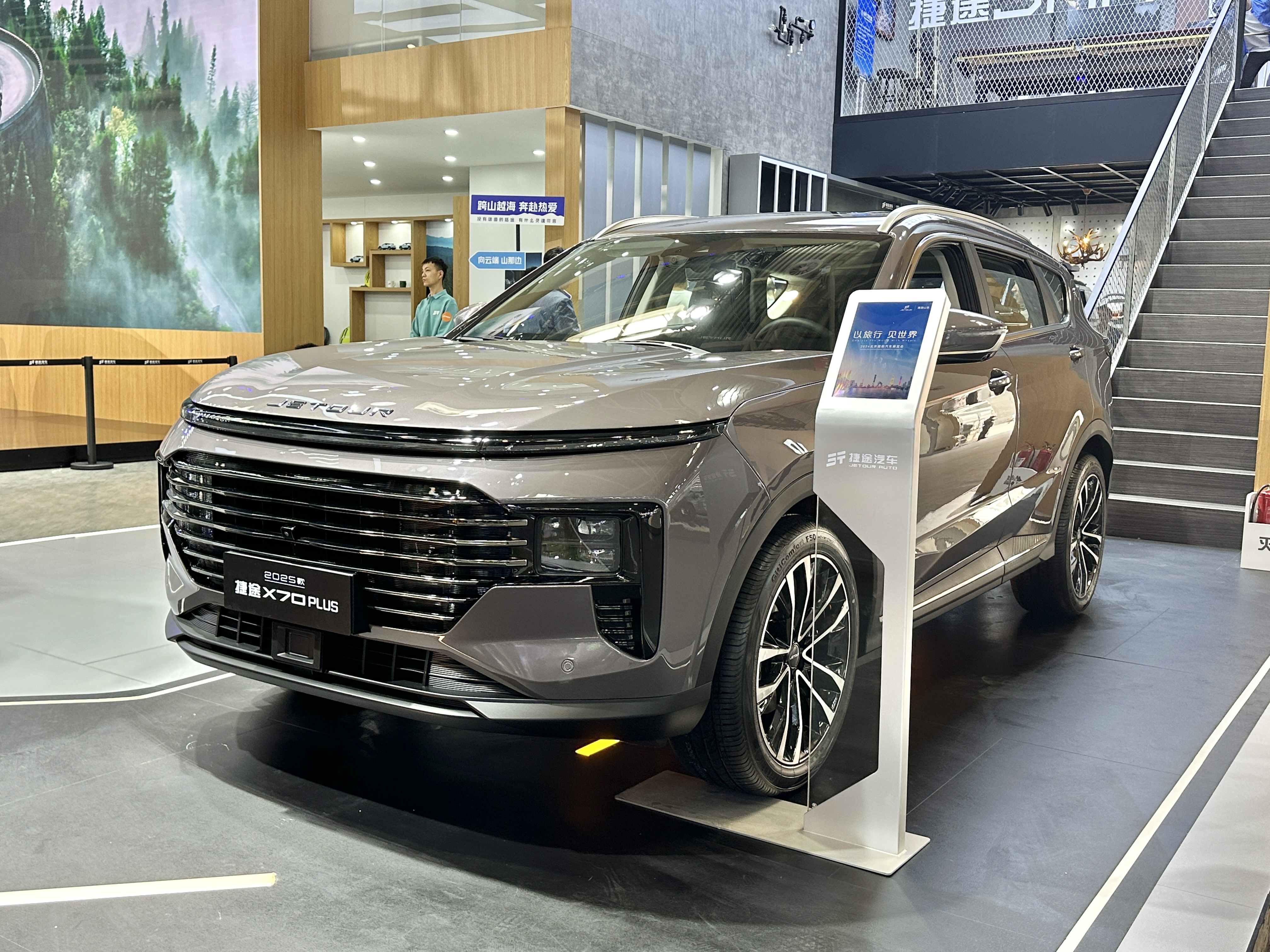
Jetour X70 Plus (seit 2024)

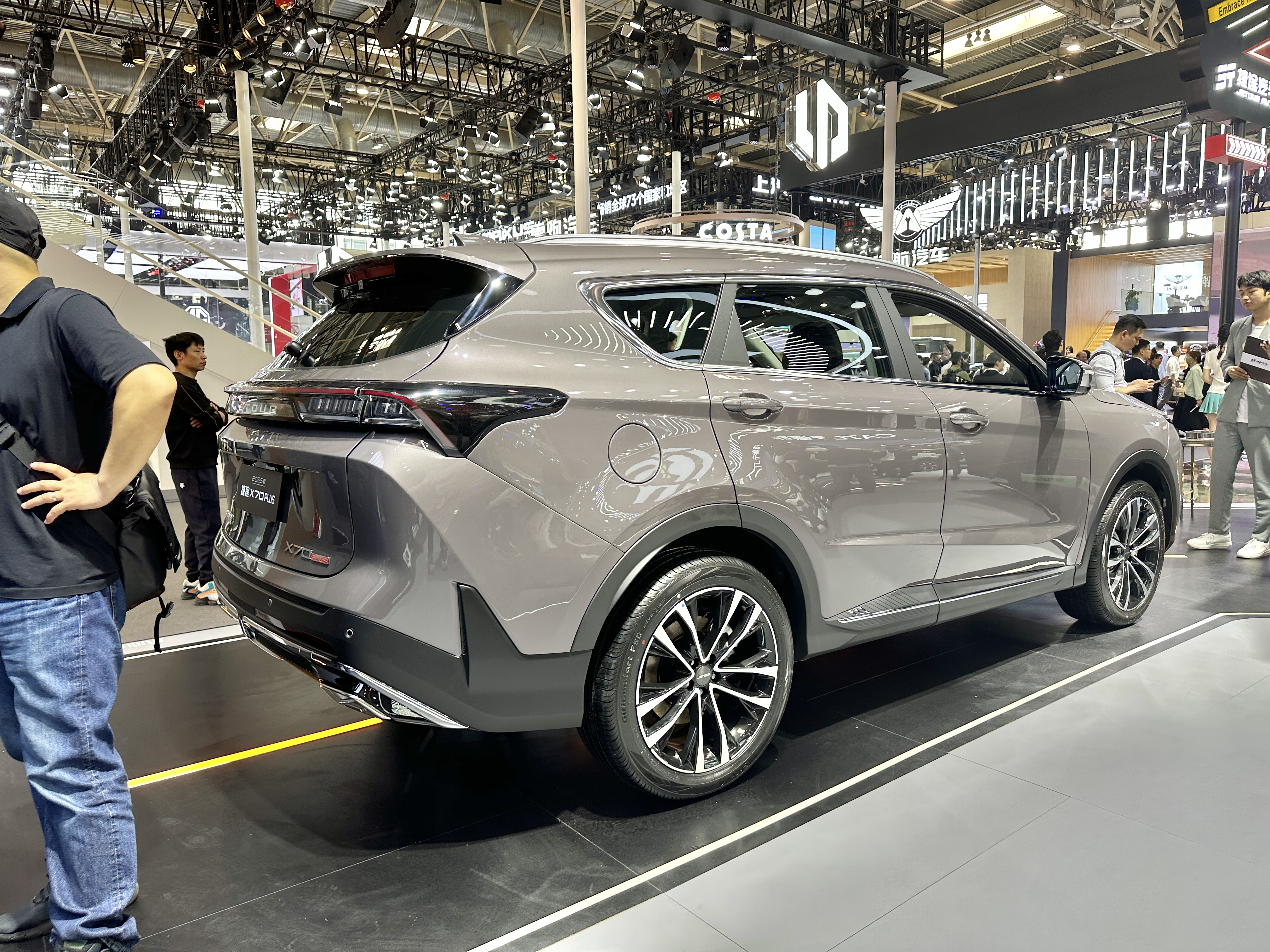
Heckansicht

Der Jetour X70 Plus ist ein Sport Utility Vehicle der chinesischen Automobilmarke Jetour, die zum Automobilhersteller Chery gehört.

## Geschichte
Vorgestellt wurde das SUV im September 2020 im Rahmen der Beijing Auto Show. Einen Monat später kam es auf dem chinesischen Heimatmarkt in den Handel. Der Wagen ist als Fünf-, Sechs- oder Siebensitzer erhältlich. Er basiert auf dem X70, ist aber hochwertiger ausgestattet.
Seit Ende September 2023 wird das SUV auch in Russland verkauft. Eine überarbeitete Version der Baureihe präsentierte Jetour im April 2024. Der Plug-in-Hybrid Shanhai L7 baut auf dem X70 Plus auf.
Im Juli 2022 wurde das Fahrzeug von der Marke Soueast als nahezu baugleicher Soueast DX8 Plus vorgestellt. Zudem wurde der Wagen im Juli 2023 vom tunesischen Hersteller Wallyscar als Wallyscar Wolf präsentiert und im September 2024 vom italienischen Hersteller DR Automobiles als Sportequipe 7 GTW.

## Technische Daten
Angetrieben wird das SUV von einem aufgeladenen 1,5-Liter-Ottomotor mit einer Leistung von 115 kW (156 PS), einem aufgeladenen 1,6-Liter-Ottomotor mit einer Leistung von 145 kW (197 PS) oder einem aufgeladenen 2,0-Liter-Ottomotor mit einer Leistung von 187 kW (254 PS).
|                                            | 1.5T                               | 1.5T                             | 1.6T                             | 1.6T                             | 2.0T                             |
| ------------------------------------------ | ---------------------------------- | -------------------------------- | -------------------------------- | -------------------------------- | -------------------------------- |
| Bauzeitraum                                | seit 10/2020                       | seit 07/2024                     | seit 09/2023                     | seit 10/2020                     | seit 11/2022                     |
| Markt                                      | China                              | China                            | Russland                         | China                            | China                            |
| Motorkenndaten                             |                                    |                                  |                                  |                                  |                                  |
| Motorart                                   | Ottomotor                          | Ottomotor                        | Ottomotor                        | Ottomotor                        | Ottomotor                        |
| Motorbauart                                | R4                                 | R4                               | R4                               | R4                               | R4                               |
| Hubraum                                    | 1498 cm³                           | 1499 cm³                         | 1598 cm³                         | 1598 cm³                         | 1998 cm³                         |
| max. Leistung bei min−1                    | 115 kW (156 PS) / 5500             | 135 kW (184 PS) / 5500           | 140 kW (190 PS) / 5500           | 145 kW (197 PS) / 5500           | 187 kW (254 PS) / 5500           |
| max. Drehmoment bei min−1                  | 230 Nm / 1750–4000                 | 290 Nm / 2000–3500               | 275 Nm / 2000–4000               | 290 Nm / 2000–4000               | 390 Nm / 1750–4000               |
| Kraftübertragung                           |                                    |                                  |                                  |                                  |                                  |
| Antrieb                                    | Vorderradantrieb                   | Vorderradantrieb                 | Vorderradantrieb                 | Vorderradantrieb                 | Vorderradantrieb                 |
| Getriebe, serienmäßig                      | 6-Gang-Schaltgetriebe              | 7-Stufen-Doppelkupplungsgetriebe | 7-Stufen-Doppelkupplungsgetriebe | 7-Stufen-Doppelkupplungsgetriebe | 7-Stufen-Doppelkupplungsgetriebe |
| Getriebe, optional                         | (6-Stufen-Doppelkupplungsgetriebe) | —                                | —                                | —                                | —                                |
| Messwerte                                  |                                    |                                  |                                  |                                  |                                  |
| Höchstgeschwindigkeit                      | 180 km/h (180 km/h)                | 180 km/h                         | 185 km/h                         | 185 km/h                         | 190 km/h                         |
| Beschleunigung, 0–100 km/h                 | k. A. (k. A.)                      | k. A.                            | 11,7 s                           | 9,5 s                            | k. A.                            |
| Kraftstoffverbrauch auf 100 km, kombiniert | 7,5 l Super (7,6 l Super)          | 7,4 l Super                      | 8,1 l Super                      | 8,1 l Super                      | 7,9 l Super                      |
| Tankinhalt                                 | 57 l                               | 57 l                             | 57 l                             | 57 l                             | 57 l                             |
| Abgasnorm                                  | China VI                           | China VI                         | Euro 6                           | China VI                         | China VI                         |

- Werte in ( ) gelten in Verbindung mit Automatikgetriebe.